# Muysenhuys

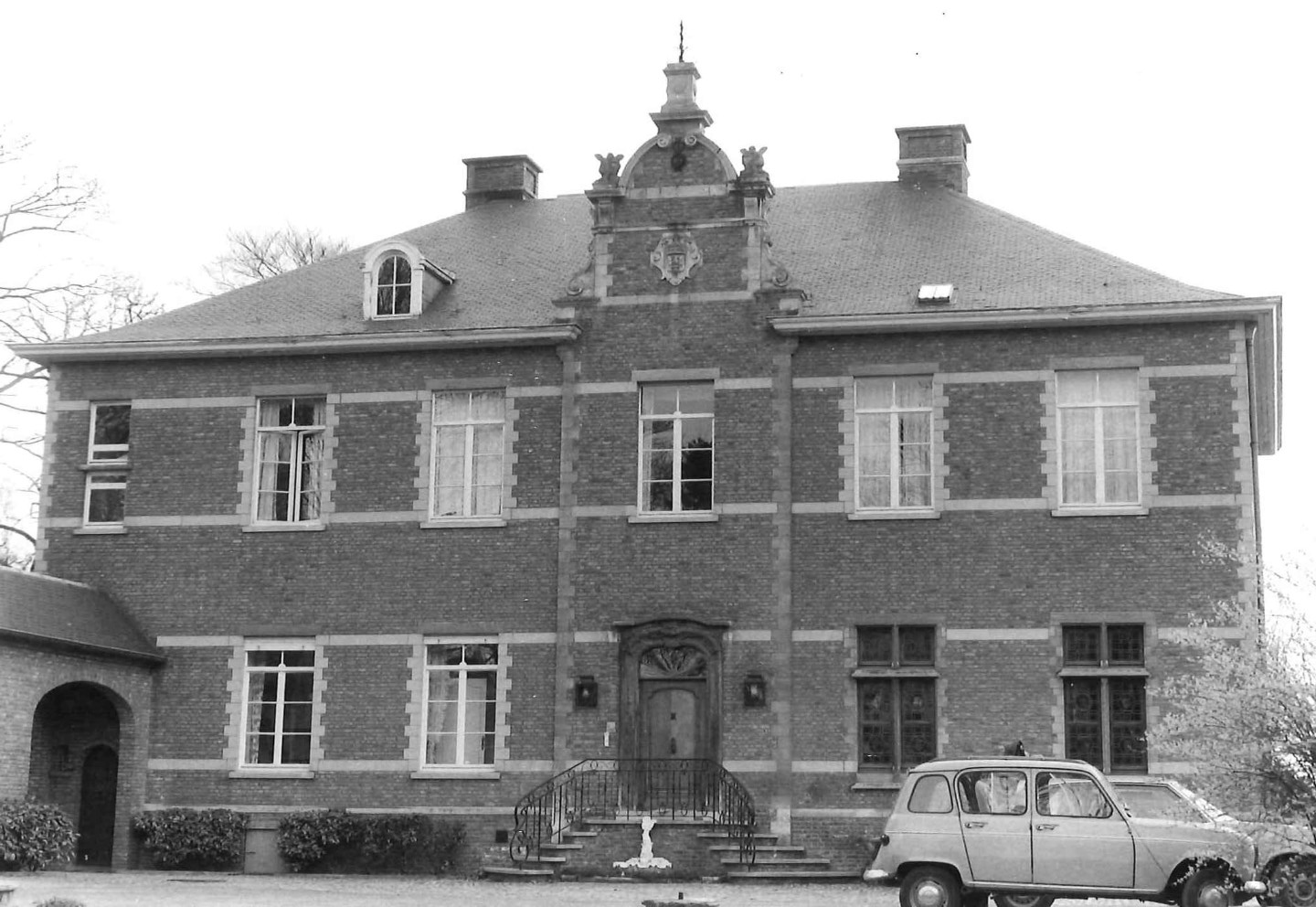
Muysenhuys in 1979

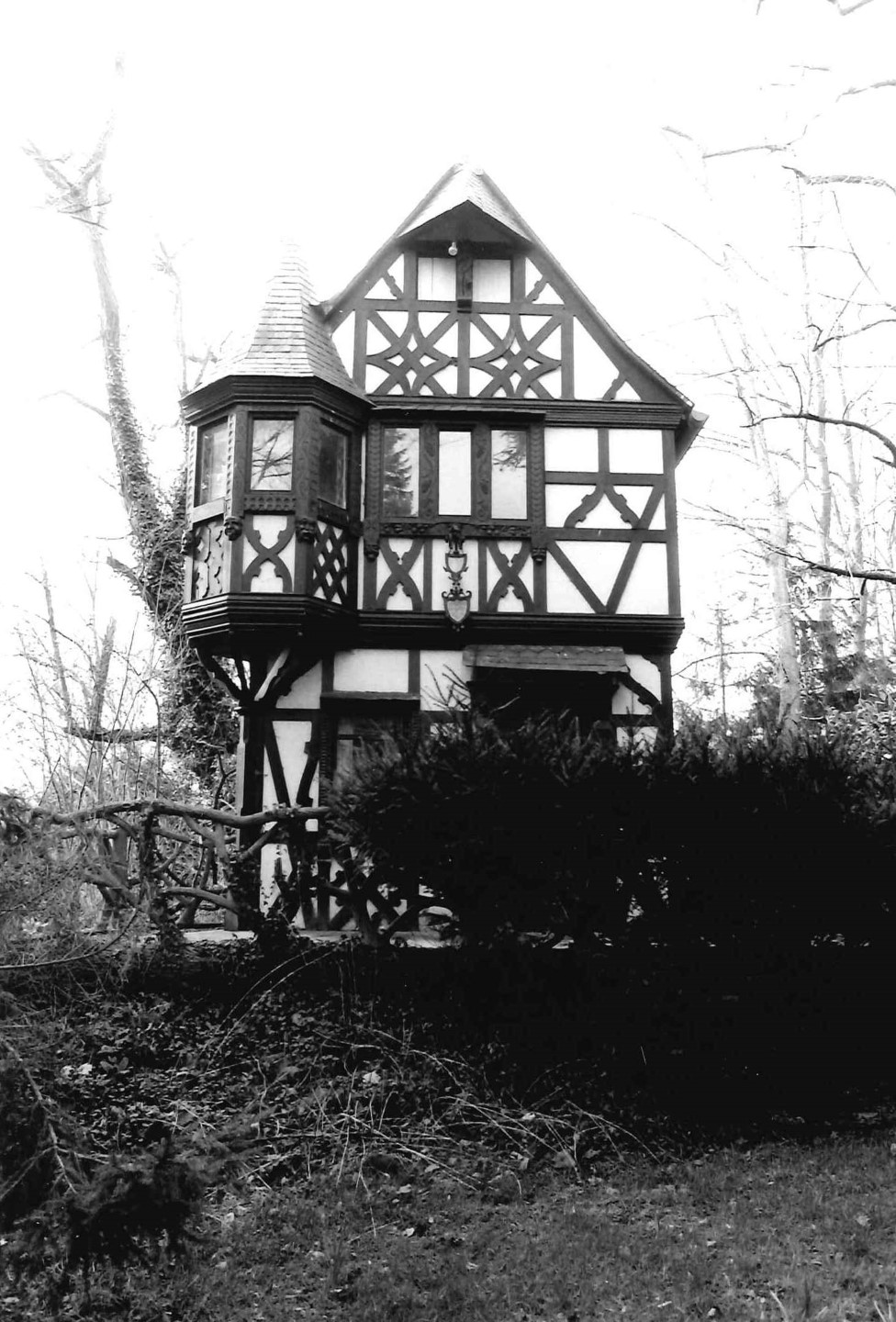
Tuinpaviljoen

Het landhuis Muysenhuys is een landhuis in de tot de Antwerpse gemeente Mechelen behorende plaats Muizen, gelegen aan de Bonheidensteenweg 25-33.

## Geschiedenis
In de 9e of 10e eeuw lag hier een schans in een meander van de Dijle. Deze evolueerde tot een waterkasteel, dat zeker in de 13e eeuw al bestond. Dit werd regelmatig vernield en herbouwd, onder meer tijdens de Franse Revolutie (eind 18e eeuw). De toen ontstane ruïne bleef bewaard tot 1860. Hij werd onder meer als steengroeve gebruikt om enkele boerderijen op te bouwen.
In 1863 werd het kasteel herbouwd en in 1959-1965 werd het opnieuw gewijzigd, waarbij bakstenen van het vroegere Muysenhuys en van het in 1962 afgebroken kasteel Vennecourt werden hergebruikt. Ook de deuromlijsting in rococostijl en de Vlaamse zaal, in Vlaamse neorenaissancestijl, bleven bewaard.
De aanwezige bijgebouwen zijn uit de 2e helft van de 19e eeuw, zoals de neerhoeve (1868 en 1886), de portierswoning (1909) en een dienstgebouw (1863). Verder is er een tuinpaviljoen in vakwerkstijl.